# Toma Zdelarić
Toma Zdelarić (Lupoglav (Brckovljani), Dugo Selo, 1531. ‒ Vilna, proljeće 1572.) bio je hrvatski katolički svećenik, isusovac, filozof.
Bio je pionir isusovačkih učilišta, osnivač katedra i profesor na inozemnim sveučilištima. Rođen je u Lupoglavu kod Dugoga Sela 1531. godine. U Beču je pristupio isusovcima 1554. godine. Prvo je učio retoriku i filozofiju. I sâm je predavao filozofiju 1567. i 1568. godine. Poslali su ga u Litvu, gdje su u Vilni poljski isusovci osnovali kolegij. Zdelarić je ondje osnovao filozofski studij i bio prvim profesorom na tom filozofskom učilištu. Zbog kuge koja je izbila u gradu, učilište je još u početku imalo velikih poteškoća. Zaraza je uhvatila i profesora Zdelarićakoji je umro od te bolesti na proljeće 1572. godine.